# Poul Halberg
 Der er for få eller ingen kildehenvisninger i denne artikel, hvilket er et problem. Du kan hjælpe ved at angive troværdige kilder til de påstande, som fremføres i artiklen.

Poul Halberg (født 12. april 1959 i København) er en dansk guitarist, komponist, sanger og producer. Han boede til 1967 i Bruunshåb ved Viborg, hvorefter han flyttede til København. Faderen var købmand, men havde i sin ungdom været jazzpianist med eget band og moderen var også musikinteresseret. Poul begyndte i 6-7 års alderen at spille lidt guitar og klaver og fik sin første elguitar som 12-årig - inspireret af forbilleder som Hendrix og Clapton.

## Biografi
Efter at have været involveret i flere projekter - bl.a. Aorta 1976-1978 og fusionsorkestret Dagspressen 1977-1983, kom Halberg i 1979 med i den første version af Sneakers. Herefter startede han i 1980 Halberg Larsen med sangerinden Mona Larsen - bandet var aktivt frem til 1985 og udgav 4 albums i perioden - heriblandt Transit (1983), som indeholdt det stadig populære hit Magi i Luften. I 1980 medvirkede han også på Niels Skousens LP Landet Rundt og var med på den efterfølgende turne. Sideløbende med egne udgivelser og turnéer producerede han i 1984 News' debutalbum af samme navn - samt de efterfølgende 4 albums. Året efter medvirkede han på Bo Stiefs album Hidden Frontiers og var ligeledes med på hans turné. I 1986 blev Halberg inviteret til at spille solo guitaren på den ultimative Danske fodboldsang Re-Sepp-ten og producerede i 1987 sammen med Morten Kærså albummet Morten Kærså & Moonjam . Samme år var han med til at starte The Lejrbåls med medlemmer fra de opløste Tøsedrengene og Halberg Larsen, der dog stoppede efter 1 album og få turneer. 
Sommeren 1988 tilbragte han på en landsdækkende turné med Sanne Salomonsen. I efteråret dannede han sammen med bl.a. Michael Bruun Ray Dee Ohh - som blev den største succes til dato med et samlet salg på henved 1/2 mill. af de 3 albums RayDeeOhh, Too og Radiofoni . Ray Dee Ohh turnérede flittigt i 1989-92 , og bandet modtog en Grammy som Årets Band i 1990.  
I 1989 skrev han Fri for at drømme om dig til Lis Sørensen som findes på det storsælgende album Hjerternes Sang.   
I 1992 gik Ray Dee Ohh i opløsning, og Poul var i 1993 sammen med Peter Biker producer på Kaya Brüels andet album The state I'm in  og skrev 3 sange til udgivelsen. Året efter turnerede han med Moonjam og medvirkede på albummet Songs For Saxophone. 
I 1993 udsendte han sit første soloalbum Freedom, og turnerede 1993-95 med materialet fra dette album. Bandet medvirkede i live programmet Kabel og Tråd fra det nu nedlagte Easy Sound studie. I 1994 medvirkede han på Flemming Bamse Jørgensen's solo album Lidt for mig selv og skrev sammen med ham sangen Du Går Over Min Forstand.
I 1995 spillede han sommerturné med Lis Sørensen og i 1998 producerede han seks sange til hendes album Kærtegn. Det frugtbare samarbejde varede 22 år til Halberg stoppede i 2017. I 1999 var han med på Sebastians 50 års-jubilæumsturne, medvirkede på et album med Kaare Norge og komponerede og producerede en ny jingle til TV2/Lorry.  
I 2001 indledtes samarbejdet med Wikke & Rasmussen med filmen Flyvende farmor hvor Halberg skrev musikken til sangene Jul hele året og Du er så smuk med havet som baggrund. Samarbejdet fortsatte på Der var engang en dreng (2006) - sangen Jeg vil ha en baby med Anders W. Berthelsen og Anne-Grethe Bjarup Riis som solister vandt en Robert samme år for bedste originale sang - og Halbergs underscore musik var også nomineret. Soundtrack'et vandt en Grammy ved DMA 2007 for bedste børnemusikudgivelse. 2012 bød på en julekalender på DR - Julestjerner - igen musik skrevet i samarbejde med film makkerparret. Halberg har også lavet musik til en del dokumentarfilm med f.eks. Robert Fox og Peter Engberg som instruktører. Han har også skrevet musik og sange til teaterforestillingerne Livet bliver ikke genudsendt og Havfruemorderens datter med Cecilia Zwick Nash.  
Netflix serien Lillyhammer (2012) bød på et musikalsk samarbejde mellem Halberg og Frans Bak - ligesom Min søsters børn alene hjemme (2012) og Klassefesten 3 (2016)
I 2017 var Halberg kapelmester på Der var engang en sang på Det Kgl Teater - en musikforestilling bygget over de kendteste Wikke-Rasmussen sange fra deres lange karriere.   
I 2002 medvirkede han på Maggie Reillys album, Save it for a rainy day, der blev indspillet i Puk-Studierne ved Randers, hvor hans sang Do you really wanna leave me this way blev reindspillet. Samme år producerede han Songs med Brødrene Olsen og i 2004 More Songs. Han har ligeledes spillet guitar på en lang række albums med bl.a. Andrew Strong, Rick Astley, Anne Dorte Michelsen, Lars Muhl, Rocazino og Souvenirs.
I 2003 udgav han albummet Love Affair med Poul Halberg Band. Love Affair havde et nedtonet akustisk udtryk og blev nomineret til "Årets danske blues-album" ved Danish Music Awards Folk i 2004.
I 2004 dannede han Poul Halberg Powertrio med bassisten Jette Schandorf og trommeslageren Jan Sivertsen. Bandet turnerede flittigt i over 10 år og indspillede Strange Brew (2006) og PsychElectric Journey (2008) – begge albums med bandets fortolkninger af personlige favoritter fra 1965-70 (Hendrix, Cream, Blind Faith m.fl.). Han har sideløbende turneret med blandt andre Santa Cruz, som udgav Cruzing (2006), When the sun goes down (2011) og Duets (2015).      
I 2013 startede Halberg & Friends, hvis repertoire består af bagkataloget fra Halberg Larsen og Ray Dee Ohh samt sange fra solo albums. Bandet spiller 50-60 jobs årligt - og udsender singlen Godaften og farvel på Halbergs 60-års fødselsdag 12 april 2019. I 2022 udsendte bandet "Vores Tid" som første single 4 marts og derefter en single hver måned indtil albummet "NU" udkom 16 september. Dette bliver fulgt op af turnéer i 2022 og 2023.              

## Diskografi (selektiv)

### Med bands
- Aorta (1977)
- Halberg Larsen - Poul Halberg & Mona Larsen (1981)
- Halberg Larsen - Halberg Larsen 2 (1982)
- Halberg Larsen - Transit (1983)
- Halberg Larsen - Halberg Larsen 4 ( 1985)
- Santa Cruz (band) - Daylight (1984)
- Santa Cruz (band) - Cruizin (2006)
- Santa Cruz (band) - When the sun goes down (2011)
- Santa Cruz (band) - Duets (2015)
- The Lejrbåls - The Lejrbåls (1987)
- Ray Dee Ohh - Ray Dee Ohh (1989)
- Ray Dee Ohh - Too (1990)
- Ray Dee Ohh - Radiofoni (album) (1991)
- Halberg & Friends - "NU" (2022)

### I eget navn
- Poul Halberg - Freedom (1993)
- Poul Halberg - Love Affair (2003)
- Poul Halberg Powertrio - Strange Brew (2006)
- Poul Halberg Powertrio - PsychElectric Journey (2008)

### Som musiker / producer
Moonjam, Lis Sørensen, Flemming Bamse Jørgensen, Bdr. Olsen, , Andrew Strong, Rick Astley, Anne Dorte Michelsen, Lars Muhl, Elisabeth, Bo Stief, Rocazino, Souvenirs, Moonjam, Kåre Norge, Beepop, Lene Siel, Jacob Sveistrup, Peter Belli, Sp. Just & Frost, Etta Cameron, Back to Back, Dodo & the Dodos m.fl.

### Priser
- RayDeeOhh - Grammy Awards (1991) for Årets Band.
- "Jeg vil ha en baby" - Robert (2007) for Årets Sang.
- "Der var engang en dreng der fik en lillesøster der havde vinger" - Nom. Robert (2007) for Årets Underscore
- "Der var engang en dreng der fik en lillesøster der havde vinger" - Grammy Awards (2007) for Årets Soundtrack.
- DJBFA hæderspris 2003